# Oratorio di San Giusto a Montemartiri
L'oratorio di San Giusto a Montemartiri, del quale oggi restano solo pezzi di muro ricoperti dall'erba, si trova a 642 metri sul livello del mare, sul monte San Giusto (Greve in Chianti), presso la valle di Cintoia, situata nei monti del Chianti fra le valli della Greve e del rio Sezzate.

## Origini
L'origine dell'oratorio si trova nel 1102 nella bolla di Pasquale II per il vescovo di Fiesole. Il Papa dava conferma al vescovo del possesso dell'oratorio (ecclesiam Sancti Justi sitam in Monte Rantuli, come era chiamato nei tempi più antichi) e da ciò si evince che esso esistesse già. Questo oratorio era dedicato a San Giusto, che era stato martirizzato qui durante la persecuzione di Decio nel 250. Molto probabilmente in questo luogo, prima della costruzione dell'oratorio, si praticava il culto pagano, come fa pensare un timbro in bronzo, doliare di epoca romana, del I secolo d. C., rinvenuto nei pressi di Chiocchio, la cui provenienza è ritenuta essere San Giusto. Questo timbro raffigura Ercole e presenta la scritta in greco: EPA, (ERA-KLES).
A questa bolla faceva seguito un'altra, quella di Innocenzo II nel 1134, analoga alla precedente.

## Confraternita di San Giusto a Montemartiri
Nel contratto fra il pievano di Cintoia e la Confraternita di San Giusto a Montemartiri del 1544 si apprende che la Confraternita si riunì per restaurare l'oratorio che era stato devastato dall'assedio di Carlo V (1529-1530) a Firenze.

## L'Oratorio nei dipinti
Nel 1585 furono eseguite due riproduzioni, (uno schizzo e una bella copia) dell'oratorio che mostrano lo stile romanico della facciata a capanna, con un rosone centrale.
Un'altra "veduta" di San Giusto a Montemartiri si ha da un quadro del 1693, nel quale sono dipinte tutte le chiese, gli oratori, le ville della diocesi di Fiesole, dove si vede il campanile e un edificio dietro l'oratorio, presumibilmente la casa dell'eremita che lo custodiva.

## Restauro del 1745
Nel 1745 fu rifatta la sagrestia e fu restaurato l'interno. Sull'architrave fu scolpita l'iscrizione «D.O.M. - Huius sacrae familiae - confratres - sanctuarium hoc - in meliorem formam - redegerunt - A.D. MDCCLV» (la data in numeri romani è errata per un errore dello scrivano).

## Struttura e proprietari
Nel 1755 e nel 1784 furono compilate le registrazioni delle spese, grazie alle quali si apprende che davanti alla facciata c'era la loggia, perché c'è la nota del materiale comprato per restaurarla.
Nel 1779 don Santi Ferrini scrive che la sagrestia era a sinistra dell'altare, esisteva una stanza per la Compagnia religiosa, la mensa dell'altare era in pietra, nel campanile c'erano due campane.
Nel 1787 l'oratorio fu acquistato dai nobili fiorentini Masetti Dainelli Da Bagnano e fu salvato così dalla soppressione che Pietro Leopoldo I nel 1785 aveva decretato per tutte le compagnie di religiosi in Toscana. Quindi fu consacrato nuovamente (perché era stato sconsacrato) e vicino ad esso fu costruito un salone che doveva servire per le riunioni. Fu istituita una nuova compagnia religiosa, la Congregazione degli oratori e santuari del Chianti, che comprendeva anche l'oratorio di San Salvatore a Monte Domini e quello di San Michele.
Nel 1845 il conte Marco Masetti Dainelli Da Bagnano fece ricostruire la loggia e nel 1851 fu costruito un piano sopra il salone.
Nel 1920 il conte Francesco Castelbarco Albani divenne proprietario dell'oratorio, per le sue nozze con Maria Graziella Masetti Dainelli Da Bagnano.

## Guerra
Tra il 25 e il 27 luglio del 1944, a seguito della battaglia fra gli inglesi e i tedeschi in ritirata per la liberazione di Firenze, l'oratorio e i locali annessi furono rasi al suolo.

## Attività presso l'Oratorio
L'attività della Congregazione, i cui fratelli vestivano di bianco, è attestata da documenti dal XVI secolo in poi. Essa consisteva in una riunione ogni terza domenica del mese per discutere sull'operato della Congregazione stessa e per partecipare alla Messa. Nel corso dell'anno venivano organizzate feste che riunivano molta gente proveniente dalle località vicine.

## Mischiodi Monterantoli
Il mischio di Monterantoli, calcarenite diasprina rosata, che era estratta intorno all'Oratorio e nella zona del monte Sugame, veniva trasportata a Firenze sulla strada selciata della valle di Cintoia nel XIV secolo. Questo "mischio" fu utilizzato per il rivestimento del Campanile e del Duomo di Firenze., come si legge da C.Guasti Santa Maria del Fiore, Firenze, 1887, Rodolico, pagina 246: «....ad conducendum ad dictum opus.... laboratas et completas infrascriptas quantitates marmorum; videlicet alborum de Carraia, rubeorum de Cava sancti Justi ad Montem Rantoli, et nigrorum de Monte Ferrato....». Ancora, in G.Vasari, Le vite dei più eccellenti...architettori. Edizioni Milanesi, Firenze, 1878-1885, I - Rodolico, pagina 253 : (il "mischio" di Monte Rantoli) «....piglia bellissimo pulimento, e trae in colore di paonazzo rossigno, macchiato di vene bianche e giallicce .» (Fu usato anche in Palazzo Vecchio  per decorazioni delle porte nelle sale e per il bellissimo portale che dal cosiddetto Cortile di Michelozzo conduce agli scaloni monumentali del Vasari per l'accesso al Salone dei Cinquecento ).

## Ritrovamenti
Nel corso degli anni dall'oratorio sono state sottratte pietre, manufatti in pietra serena, il capitello del XVI secolo (di questi furti si parla in un articolo de La Nazione scritto da Andrea Ciappi - ritaglio di giornale senza data -).
Presso i ruderi dell'Oratorio sono state rinvenute monete: aes rude (bronzo grezzo) usato come moneta nel periodo etrusco (V-IV secolo a.C.); Dupondio romano (imperatore Caligola, 37-41); denari lucchesi dell'XI secolo; denari fiorentini dal 1315 al 1326.